# ریموند دامادیان
ریموند واهان دامادیان (ارمنی: Ռեյմոնդ Վահան Դամադյան؛ انگلیسی: Raymond Vahan Damadian) یک فیزیک‌دان، پزشک و مخترع ارمنی-آمریکایی بود. دامادیان مخترع نخستین دستگاه ام‌آرآی است.
وی در شهر نیویورک سیتی به دنیا آمد. دامادیان دانش‌آموخته دانشگاه ویسکانسین، و دکترای پزشکی خود را از کالج پزشکی آلبرت اینشتین در نیویورک دریافت نمود.
وی از بنیانگذاران این نوع پویشگر در دههٔ ۱۹۷۰ میلادی بود.

## محرومیت از جایزه نوبل

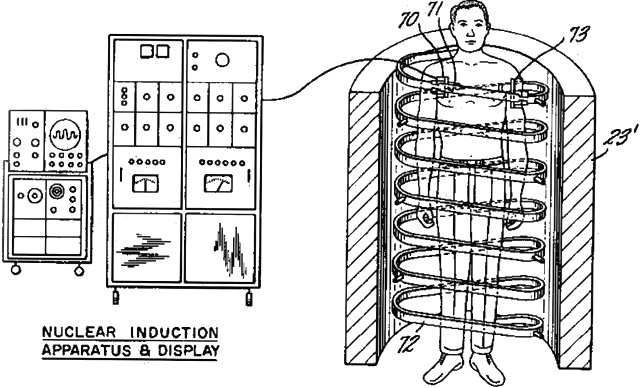
تصویری از آرشیو اداره ثبت اختراعات آمریکا متعلق به ریموند دامادیان.

دامادیان به همراه لری مینکوف و مایکل گلداسمیت در سال ۱۹۷۶ تصویری از یک تومور در قفسه سینه موش به دست آوردند. آنها همچنین اولین اسکن MRI بدن یک انسان را در ۳ ژوئیه ۱۹۷۷ انجام دادند، مطالعاتی که در سال ۱۹۷۷ منتشر کردند.
با اینکه دانشگاه‌ام آی تی در سال ۲۰۰۱ با اعطای جایزه‌ای ۱۰۰٬۰۰۰ دلاری، وی را «مخترع ام آر آی» معرفی نمود، کمیته داوری جایزه نوبل در سوئد از شناختن دامادیان بعنوان یکی از مخترعین ام آر آی برای کسب جایزه نوبل سال ۲۰۰۳ (جهت اختراع ام آر آی) ممانعت ورزید، که منجر به جنجال شد.

## درگذشت
وی در ۳ اوت ۲۰۲۲ در سن ۸۶ سالگی درگذشت.